# 제14회 제주국제장애인인권영화제
제14회 제주국제장애인인권영화제는 2013년 11월 7일에 열린 시상식이다.

## 수상 및 후보

### 상영작
- 피아니스트 - 김은혜
- 나비와 바다 - 박배일
- 미션임파서블
- 디다 - 브룩 메이
- 너는 무엇이든 할 수 있어 - 엠마 버클리
- 마이크로폴리스 - 크람소브 알렉산더 외 1명